# Metisella sitebi
Metisella sitebi is een vlinder uit de familie van de dikkopjes (Hesperiidae). De wetenschappelijke naam van de soort is, als Metisella perexcellens sitebi, voor het eerst geldig gepubliceerd in 1982 door Kielland. Dit taxon wordt doorgaans als een ondersoort van Metisella perexcellens beschouwd.